# 尼古拉·乌格拉诺夫
尼古拉·亚历山大罗维奇·乌格拉诺夫（俄语：Никола́й Алекса́ндрович Угла́нов，1886年12月5日（17日）—1937年5月31日）是苏共中央政治局候补委员、苏共莫斯科市委第一书记，他参加过1917年的二月革命和十月革命。

## 生平
1886年，出生于雅罗斯拉夫尔省雷宾斯克区的农民家庭。
1907年，加入俄国社会民主工党。
1919年，任彼得格勒省工会理事会书记、粮食委员部部务委员。
1920年，任俄共彼得格勒省委员会委员和书记、下新城省委员会书记、莫斯科委员会书记、劳动人民委员。
1921年，当选中央候补委员，
1923年，为中央委员。
1927年，起为中央政治局、组织局候补委员和书记处书记。
1932年，被指控参加布哈林右倾集团，被开除出党。
1933年，被恢复党籍，
1936年，再次被开除出党。
1937年，判处枪决。
1989年，平反恢复党籍。